# Damastes grandidieri
Damastes grandidieri là một loài nhện trong họ Sparassidae.
Loài này thuộc chi Damastes. Damastes grandidieri được Eugène Simon miêu tả năm 1880.